# Paul Albert
Paul Albert (Biebrich, 16 de febrer de 1876 - Nieder-Ingelheim, 15 de maig del 1903) fou un ciclista alemany, especialista en el ciclisme en pista, concretament en la prova de Velocitat. El 1898 va guanyar el Campionat del Món de Velocitat amateur.

## Palmarès
- 1898
  -  Campió del món amateur en Velocitat
  -  Campió d'Alemanya amateur en Velocitat
- 1899
  -  Campió d'Alemanya amateur en Velocitat